# Изолабелла
Изолабелла (итал. Isolabella) — коммуна в Италии, располагается в регионе Пьемонт, в провинции Турин.
Население составляет 402 человека (2008 г.), плотность населения составляет 100 чел./км². Занимает площадь 4 км². Почтовый индекс — 10046. Телефонный код — 011.
Покровителем населённого пункта считается святой Бернард.

## Демография
Динамика населения:

## Администрация коммуны
- Официальный сайт: